# Dorothy Jeakins
Dorothy Jeakins (San Diego, Estats Units 1914 - Santa Bàrbara 1995) fou una dissenyadora de roba estatunidenca de pel·lícules i obres de teatre, i guanyadora de tres premis Oscar.

## Vida personal
Va néixer l'11 de gener de 1914 a la ciutat de San Diego, població situada a l'estat nord-americà de Califòrnia. Va estudiar a la Fairfax High School i posteriorment al Otis Art Institute (actualment conegut com a Otis College of Art and Design).
Es retirà l'any 1990 i morí el 21 de novembre de 1995 a la seva residència de Santa Bàrbara.

## Carrera artística
Inicià la seva carrera a la Works Progress Administration i posteriorment a la dècada del 1930 entrà a treballar per The Walt Disney Company. En la seva estada a la companyia de moda "I. Magnin & Company" el director Victor Fleming es fixà amb ella i la contractà per realitzar el vestuari a color de la seva pel·lícula Joan of Arc (1948) juntament amb Barbara Karinska, pel qual ambdues guanyaren el premi Oscar a millor vestuari en la primera edició que es convocà aquest premi.
Jeakins es considerà una dissenyadora freelance i no signà cap contracte en exclusivitat per cap estudi cinematogràfic. Durant 39 anys estigué en actiu, aconseguint guanyar dos Oscar més per Samson and Delilah (1950) (juntament amb Edith Head, Elois Jenssen, Gile Steele i Gwen Wakeling) i La nit de la iguana (1964). També és coneguda per les seves creacions a Niagara, Els Deu Manaments (1956), Somriures i llàgrimes (1965), Petit gran home (1970), The Way We Were (1973), El jove Frankenstein (1974), On Golden Pond (1981) o Els dublinesos (1987).
Al llarg de la seva carrera participà en diverses produccions teatrals de Broadway, entre elles South Pacific, El Rei Lear o The World of Suzie Wong.

## Premis

### Premi Oscar
| 1948 | Millor vestuari color         | Joan of Arc (juntament amb Barbara Karinska)                                              | Guanyador |
| 1950 | Millor vestuari color         | Samson and Delilah (juntament amb Edith Head, Elois Jenssen, Gile Steele i Gwen Wakeling) | Guanyador |
| 1952 | Millor vestuari color         | L'espectacle més gran del món (juntament amb Edith Head i Miles White)                    | Nominat   |
| 1952 | Millor vestuari blanc i negre | My cousin Rachel (juntament amb Charles Le Maire)                                         | Nominat   |
| 1956 | Millor vestuari color         | Els Deu Manaments (juntament amb Edith Head, Ralph Jester, John Jensen i Arnold Friberg)  | Nominat   |
| 1961 | Millor vestuari blanc i negre | La calúmnia                                                                               | Nominat   |
| 1962 | Millor vestuari color         | The Music Man                                                                             | Nominat   |
| 1964 | Millor vestuari blanc i negre | La nit de la iguana                                                                       | Guanyador |
| 1965 | Millor vestuari color         | The Sound of Music                                                                        | Nominat   |
| 1966 | Millor vestuari color         | Hawai                                                                                     | Nominat   |
| 1973 | Millor vestuari color         | The Way We Were (juntament amb Moss Mabry )                                               | Nominat   |
| 1987 | Millor vestuari color         | Els dublinesos                                                                            | Nominat   |

### Premi Tony
| 1957 | Millor vestuari | Major Barbara i Too Late the Phalarope | Nominat |
| 1959 | Millor vestuari | The World of Suzie Wong                | Nominat |